# うみへび座シグマ星
うみへび座σ星 （うみへび座シグマ星、σ Hya、σ Hydraeis) は、うみへび座の恒星で4等星。

## 名称
ウルグ・ベクの天文表に「蛇の鼻の穴」を意味する Al Minḣar al Shujāʽという名前が見られる。ヨハン・ボーデは、彼の星表『ウラノグラフィア』の中で、この星にMinchir es-schudschaという名前を付けている。2017年9月5日、国際天文学連合の恒星の命名に関するワーキンググループ (Working Group on Star Names, WGSN) は、うみへび座σ星の固有名として、Minchir を正式に承認した。